# 謝國表
謝國表（1471年—？），字民瞻，山西振武衛軍籍，代州人，明朝政治人物。

## 生平
山東鄉試第二十九名舉人。弘治十八年（1505年）中式乙丑科會試第二百七十五名，三甲第一百一十二名進士。授保定府推官，正德四年（1509年）閏九月选授河南道试監察御史。

## 家族
曾祖謝貴；祖父謝鐸，府推官；父謝璽，府同知。母馮氏。具庆下。弟謝國詔（贡士）；國徵；國聘。